# أولاد عمر
أولاد عمر قرية بجزيرة جربة بالجنوب التونسي. تقع في معتمدية جربة ميدون، إحدى جُزر جربة الثلاثة.

### مواضيع ذات علاقة
- جربة.
- معتمدية جربة ميدون.
- حومة السوق.
- ميدون.